# Antonio Floro Flores
Antonio Mariano Floro Flores (Nápoles, 18 de junho de 1983) é um futebolista italiano que atua como atacante. Atualmente, joga pelo Casertana.

## Carreira
Começou a carreira no Napoli, estreando contra a Roma. Em 2004, sem chances no Napoli, foi emprestado à Sampdoria durante seis meses. Não agradou no time genovês e, quando retornou, foi contratado pelo Perugia.
O modesto time do Arezzo contratou Floro Flores em 2005, e ele caiu no gosto dos torcedores do Amaranto. Em 2007, a Udinese o contratou, e mesmo não sendo titular absoluto, geralmente entrando no decorrer dos jogos, Floro Flores também foi aprovado pela torcida.